# Club Falcons Sabadell
El Club Falcons Sabadell és una entitat sense ànim de lucre del barri Nostra Llar de Sabadell. Entre altres activitats, té diversos equips esportius, entre els quals destaquen els de tennis de taula. L'equip d'elit juga a la Superdivisió masculina. Altres esports en els quals participa l'entitat són el muntanyisme, la bicicleta tot terreny i el futbol sala. A més de la seva seu, situada a la Masia de Sant Oleguer, el club disposa d'instal·lacions a altres parts de la ciutat, com ara el seu local de tennis de taula a Cal Balsach.